# 福隆寺縄手の戦い
福隆寺縄手の戦い（ふくりゅうじなわてのたたかい）は、平安時代末期の寿永2年（1183年）10月、備前国福隆寺縄手（現岡山市北区）で起こった木曾義仲軍と平氏方の武将妹尾兼康の戦い。治承・寿永の乱の戦いの一つ。『平家物語』巻八「瀬尾最期」に平家忠臣の最期として描かれている。

## 経過
妹尾兼康は平家譜代の家人であり、保元・平治の乱では平家軍に属して戦い、鹿ケ谷の陰謀でも平清盛の手足となって働いた腹心であった。
兼康は寿永2年（1183年）4月の平氏による北陸の反乱追討軍に従うが、倶利伽羅峠の戦いで平氏軍は大敗し、兼康は木曾義仲方の武将倉光成澄に捕らえられる。義仲は兼康の武勇を惜しんで助命し、身柄を成澄の弟倉光成氏に預けた。兼康は義仲に従いながらも、反撃の機会をうかがっていた。
同年7月に平家一門は都を落ち、兼康は10月に平家を追討すべく西国へ向かった義仲軍に加わる。水島の戦いで義仲軍が敗れたのち、兼康は自領である備前国妹尾荘に案内すると成氏を誘い出して殺害。出迎えた嫡子妹尾宗康や備前・備中・備後三ヶ国で現地に残っていた平家方の武士たちをかき集め、軍勢二千余人をもって福隆寺縄手の笹の迫（笹が瀬川の流域、坊主山と鳥山の間の津島笹が瀬付近）に要塞を構え、木曾軍に反旗を翻した。
兼康方は木曾軍の猛攻に激しく抵抗するが、寄せ集めの勢であり、木曾の大軍の前に城郭は攻め落とされる。妹尾兼康は落ち延びようとするが、取り残された子の宗康のために引き返し、今井兼平の軍勢に突入して討ち死にした。義仲は備中国鷺が森にかけられた兼康主従三人の首を見て、その武勇を惜しんだという。